# ツインエンジンジェット

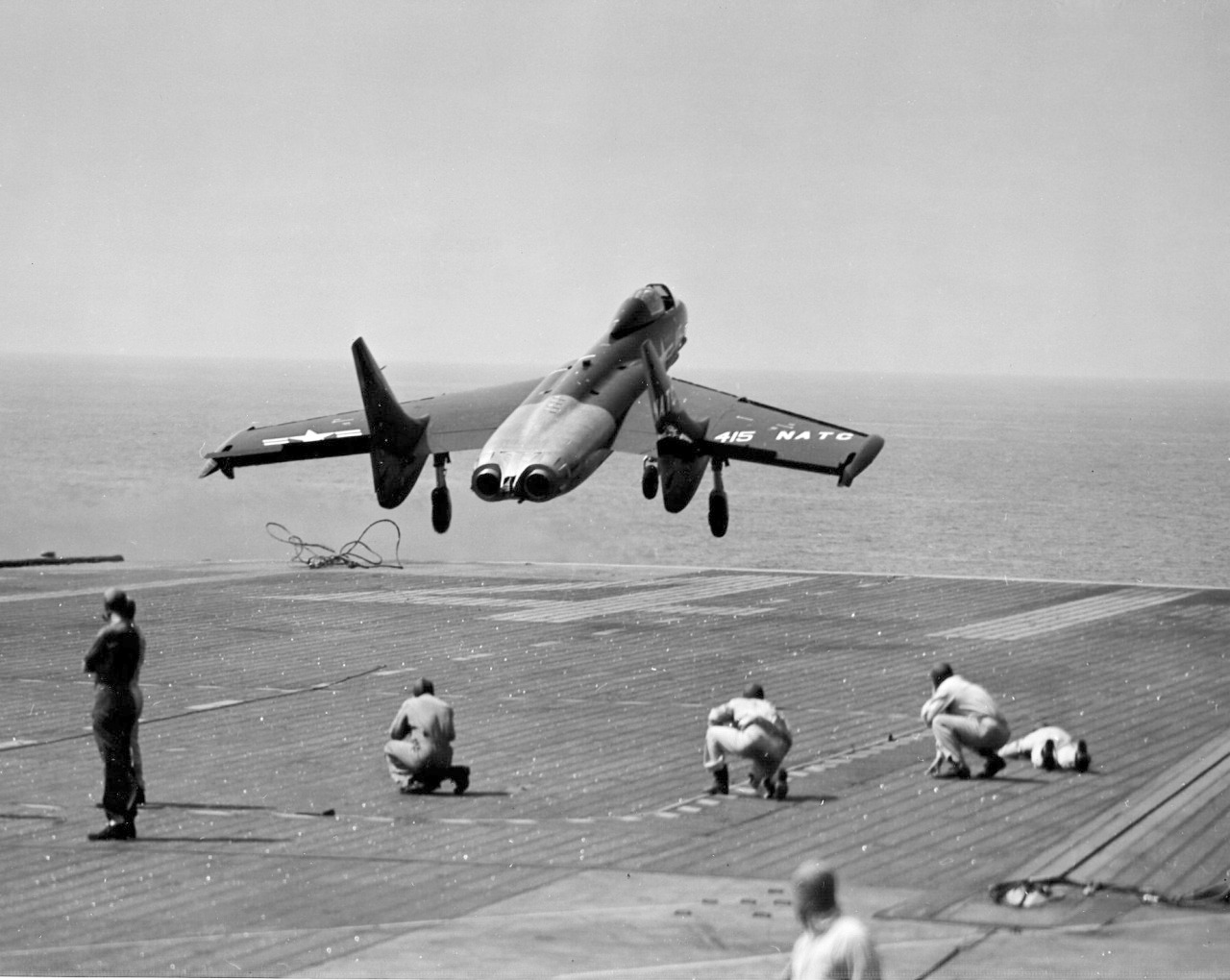
ヴォートF7Uカットラスは、最初の近代的なツインジェット戦闘機（1951年）

ツインエンジンジェット（英語: twin-engine jet）、ツインジェット（英語: Twinjet）または双発機は、2つのジェットエンジンを搭載したジェット機である。ツインジェットは、単一の作動エンジンでの着陸や十分な飛行が可能であり、エンジンが故障した場合に単一エンジンの航空機よりも安全である。ツインジェットの燃料効率は、より多くのエンジンを搭載した航空機よりも優れている。これらの考慮事項により、旅客機や軍用機などの固定翼機にツインエンジンを搭載したすべてのタイプの航空機が広く使用されるようになった。

## 航空機の構成
ツインジェットには3つの一般的な構成がある。1つ目は、旅客機などの大型航空機で一般的なもので、通常は各翼の下、場合によっては上または内部にポッドエンジンが取り付けられる。
2つ目は、後部胴体の尾翼近くの左右両側にそれぞれ1つのエンジンが取り付けるアフトジェット方式で、多くのビジネスジェットで使用されている。
3番目の構成では、両方のエンジンが胴体内に並んでおり、1960年代以降ほとんどの戦闘機で使用されている。この構成を使用する後の戦闘機には、 Su-27フランカー、F-15イーグルおよびF-22ラプターが含まれる。

## 歴史

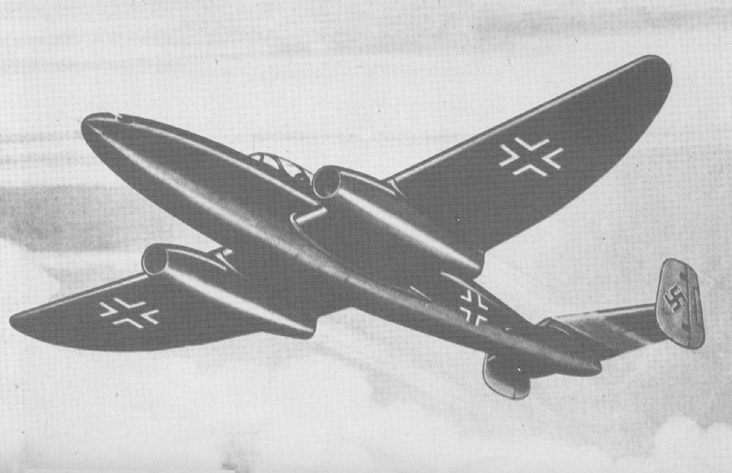
ハインケルHe 280

最初に飛行したツインジェットは、1941年4月にナセル付きのハインケルHeS8アキシャルフローターボジェットで飛行したドイツの戦闘機プロトタイプハインケルHe 280であった。
ツインジェット構成は、マクドネル・ダグラス DC-9やボーイング737などの短距離ナローボディ機に使用された。エアバスA300は、短距離ワイドボディとして最初に製造された当初は成功しなかった。短距離路線でA300を運航している航空会社は、大容量の航空機を埋めるために頻度を減らす必要があり、より頻繁なナローボディ機を運航している航空会社の乗客を失った。しかし、以前は立ち入り出来なかった長距離路線をツインエンジンジェットで飛行できるようにするETOPS規則の導入により、エアバスはA300を中距離から長距離の旅客機としてさらに発展させ、売上を伸ばすことができた。ボーイングはそれに応じて、ワイドボディのツインジェットボーイング767を発売した。
1980年代に、ボーイング727は廃止された。これは、中央のエンジンベイが、より静かな高バイパスターボファンに対応するために非常に高価な再設計を必要とし、すぐにナローボディ市場向けのツインジェットに取って代わられた。エアバスA320 、ボーイングと757とアップデートされたボーイング737クラシックバリアント。その10年間、マクドネル・ダグラスだけがDC-10 、MD-11のアップデートでトライジェットの設計の開発を続けた。これは当初、双発機であった最も近いミディアムワイドボディの競合他社である生産中のボーイング767よりも範囲が有利であった。そして今後のエアバスA330。マクドネル・ダグラスが既存の三発ジェット機の構成に固執するのとは対照的に、エアバス（三発ジェット機を製造したことはない）とボーイングは、それぞれエアバスA330とボーイング777となる新しいワイドボディツインジェット設計に取り組んだ。MD-11の長距離の利点は、エアバスA330の4エンジン派生機であるエアバスA340と、航続距離を延長させたボーイング767-300ERおよびボーイング777-200ERによってすぐに無効になったため、短期間であった。
ボーイング737ツインジェットは、最も生産されたジェット旅客機として際立っている。ボーイング777Xは世界最大のツインジェットであり、777-200LRバリアントは、世界で2番目に長い航空機距離（エアバスA350-900 ULRに次ぐ）を備えている。その他のボーイングのツインジェットは、 767 、 757 （生産のうち、まだ商用サービスでの）および787 。競合他社のエアバスは、 A320ファミリー、 A330およびA350を製造している。
現代の民間航空機の中には、エアバスA380やボーイング747-8のようなクワッドジェット（四発ジェット機）を使用しているものがある。これらは非常に大型の航空機（混合クラス構成で400席以上）に分類される。戦略的なエアリフターを含む、特大貨物を輸送できる最大の貨物機では、4つのエンジンがまだ使用されている。

## 効率
ツインジェットは、トライジェット（3エンジン）およびクアッドジェット（4エンジン）航空機よりも燃料効率が高い傾向がある。旅客機の燃料効率は最優先事項であるため、多くの航空会社は21世紀にツインジェットを支持してトライジェットおよびクアッドジェットの設計を縮小させている。トライジェット機の設計は、特にスタビライザーに取り付けられたミドルエンジンのより複雑な設計とメンテナンスの問題のために、最初のうちに廃止されていった。初期のツインジェットは、1つのエンジンが故障した場合に安全でないと考えられたため、ETOPSの制限により、長距離の大洋横断ルートを飛行することは許可されなかった。そのため、クアッドジェットが使用された。クワッドジェットはまた、同等の以前のツインジェットよりも高い収容力を持っていた。しかし、ボーイング777、ボーイング787、エアバスA350などの後のツインジェットは、これらの点でボーイング747やエアバスA340などの古いクアッドジェット設計に匹敵するか、それを上回り、ツインジェットはクアッドジェットよりも販売の面で成功している。
2012年、エアバスはB747-8の470席ツインジェットのライバルを調査した結果、2023年から2030年の間に運用コストは低くなると予想した。ボーイングが2013年11月にて777Xを発売した後に当時のCEOであるファブリス・ブレジエが復活し、10年間、まったく新しいコンセプトではなく、製品の改善に注力することを選択した。
777のような経済的な10列の座席を装備し、565m 2 （6,081 sq ft）の翼は、747-8よりわずかに多く、80 m（262 フィート）スパン、 A380と同じ幅、 892,900 lb (405 t) MTOW 775,000 lb (352 t)に比べ 777Xの場合、動作中の空の重量が467,400 lb (212 t) 、および8,150 nmi (15,090 km)でマッハ0.85での巡航を可能としている。

## ETOPS
迂回空港から遠く離れて飛行する場合（いわゆるETOPS / LROPSフライト）、1つのエンジンが故障した場合に備えて、航空機は指定された時間内に残りのエンジンの代替機に到達できなければならない。航空機がETOPS規格に従って認定されている場合、エンジンの1つが航空機を空中に保つのに十分なほど強力であるため、推力は問題にはならない（以下を参照）。ほとんどの場合、ETOPS認定には、一方のエンジンが故障してももう一方のエンジンも故障しないようにするためのメンテナンスと設計の要件が含まれる。エンジンと関連システムは独立して維持されている必要がある。 ETOPS / LROPSは、長い水上飛行にのみ適用されると誤って考えられることがよくあるが、利用可能な迂回空港から指定された距離を超えるすべての飛行に適用される。迂回空港近くの水上飛行は、ETOPS / LROPSに準拠している必要はない。

### 大洋横断飛行の導入
1990年代以降、航空会社は大西洋横断飛行および太平洋横断飛行ルートを運用するために、4エンジンまたは3エンジンの旅客機からツインエンジンの旅客機に転換しつつある。アメリカからアジアまたはヨーロッパへの直行便では、長距離航空機は通常、大圏ルートを辿る。したがって、ツインジェット（ボーイング777など）のエンジン故障の場合、カナダ、アラスカ、ロシア東部、グリーンランド、アイスランド、またはイギリス諸島からそれほど遠くないところを飛行するため、緊急着陸する事態が発生しても特に問題はない。一方北米や東アジアとハワイ間のフライトなどのように途中に迂回空港のない通常の航空路をフライトする場合、ボーイング777やエアバスA330以降などの連邦航空局によって承認された双発機を運用する必要がある。

## その他の利点
大型旅客機では、エンジンのコストが飛行機の最終コストのかなりの部分を占める。各エンジンには、個別のサービス、事務処理、および証明書も必要である。したがって、3つまたは4つの小さなエンジンではなく、2つの大きなエンジンを使用することで、飛行機の購入と保守の両方のコストが大幅に削減される。ただし、2つのエンジンの相対的なコストは1つのエンジンの2倍のコストである。
輸送機に必要な推力レベルを管理する規制は、通常、離陸決定速度に達した後にエンジンが故障した場合に航空機が離陸を継続できるという要件に基づいている。したがって、すべてのエンジンが動作している状態で、トライジェット機は上昇に必要な最小推力の少なくとも150％を生成でき、クアッドジェット機は133％を生成できる必要がある。逆に、ツインジェットはエンジンが故障すると総推力の半分を失うため、両方のエンジンが作動しているときに上昇するのに必要な最小推力の200％を生成する必要がある。このため、ツインジェットは通常、エンジン数の多い航空機よりも推力重量比が高く、加速と上昇が速くなる。

## ギャラリー

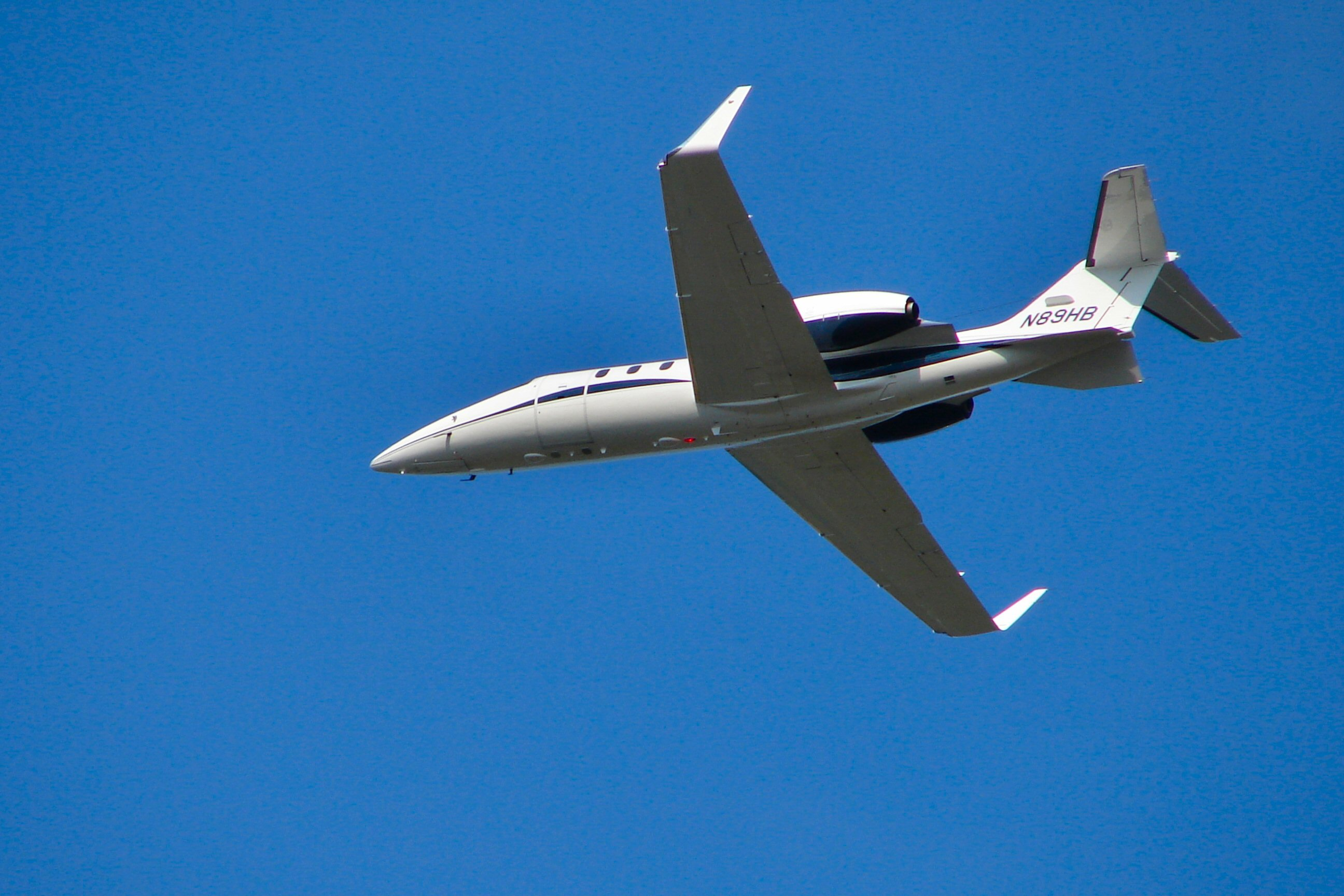
リアジェットのツインジェット
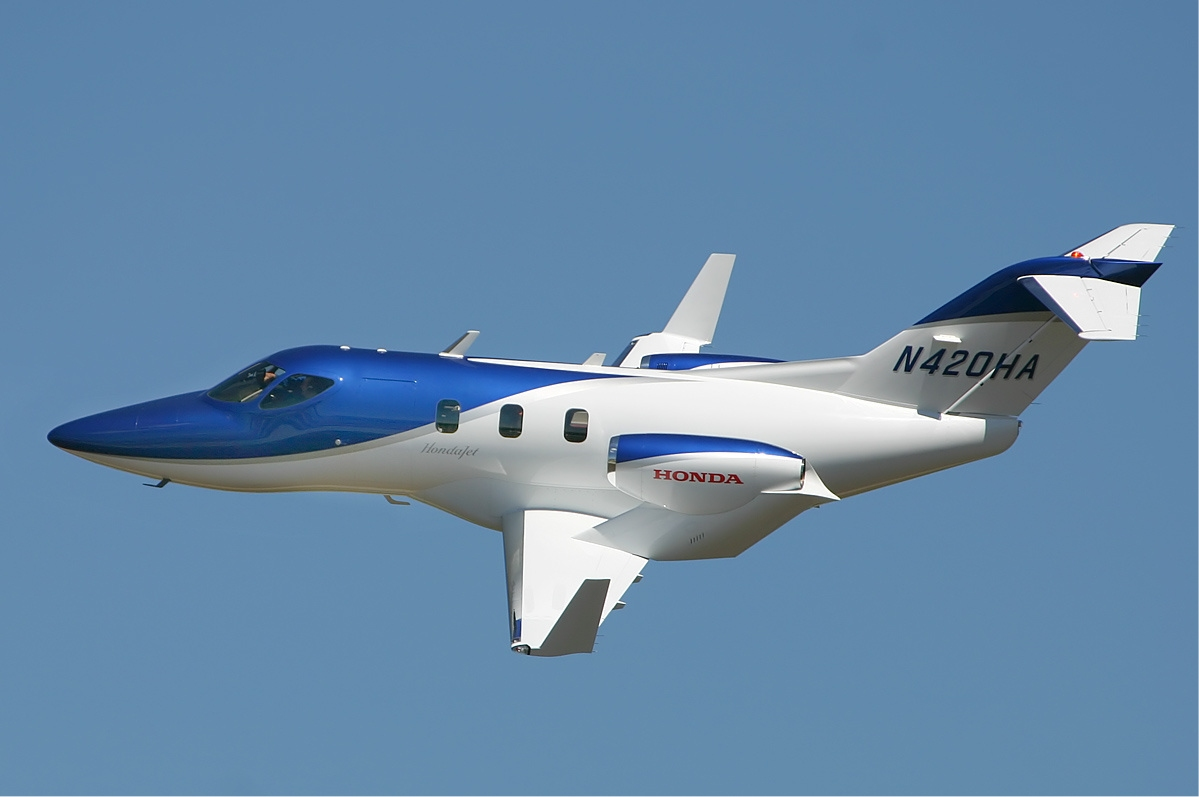
HondaJet主翼上面のツインジェット
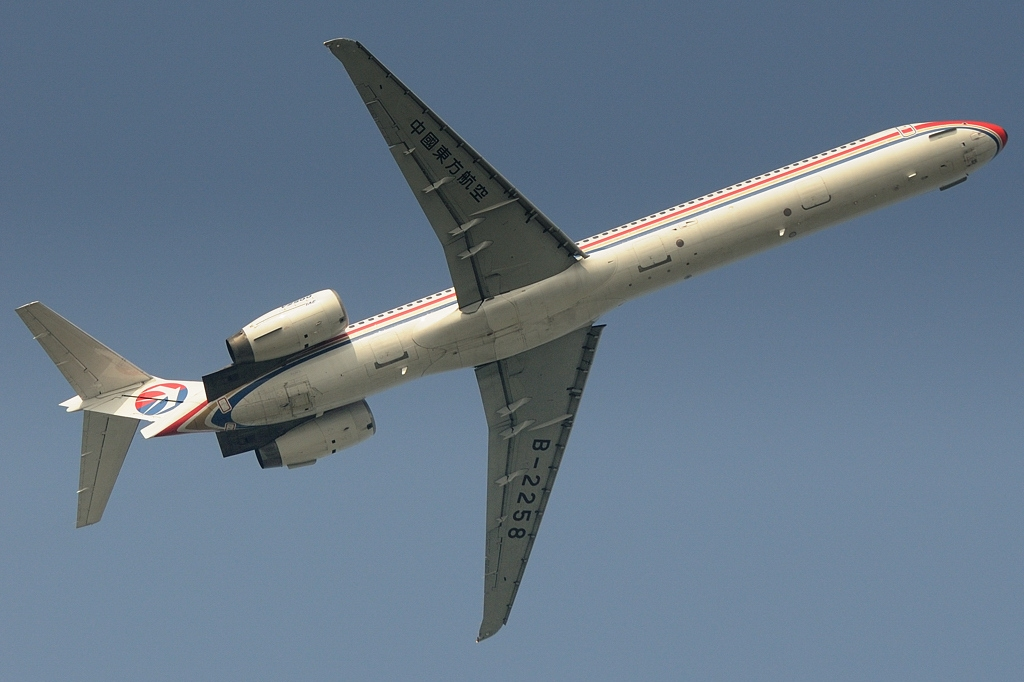
マクドネル・ダグラス MD-90リアマウントのツインジェット
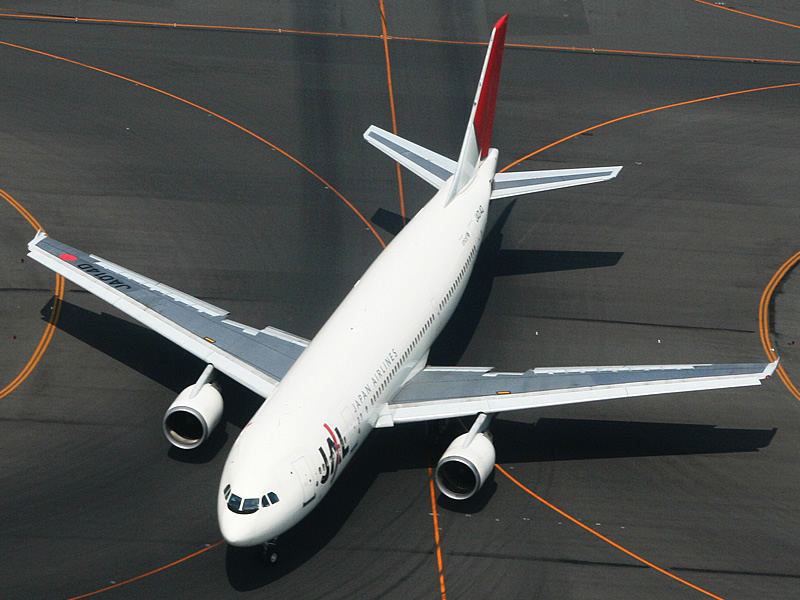
エアバスA300-600主翼のツインジェット
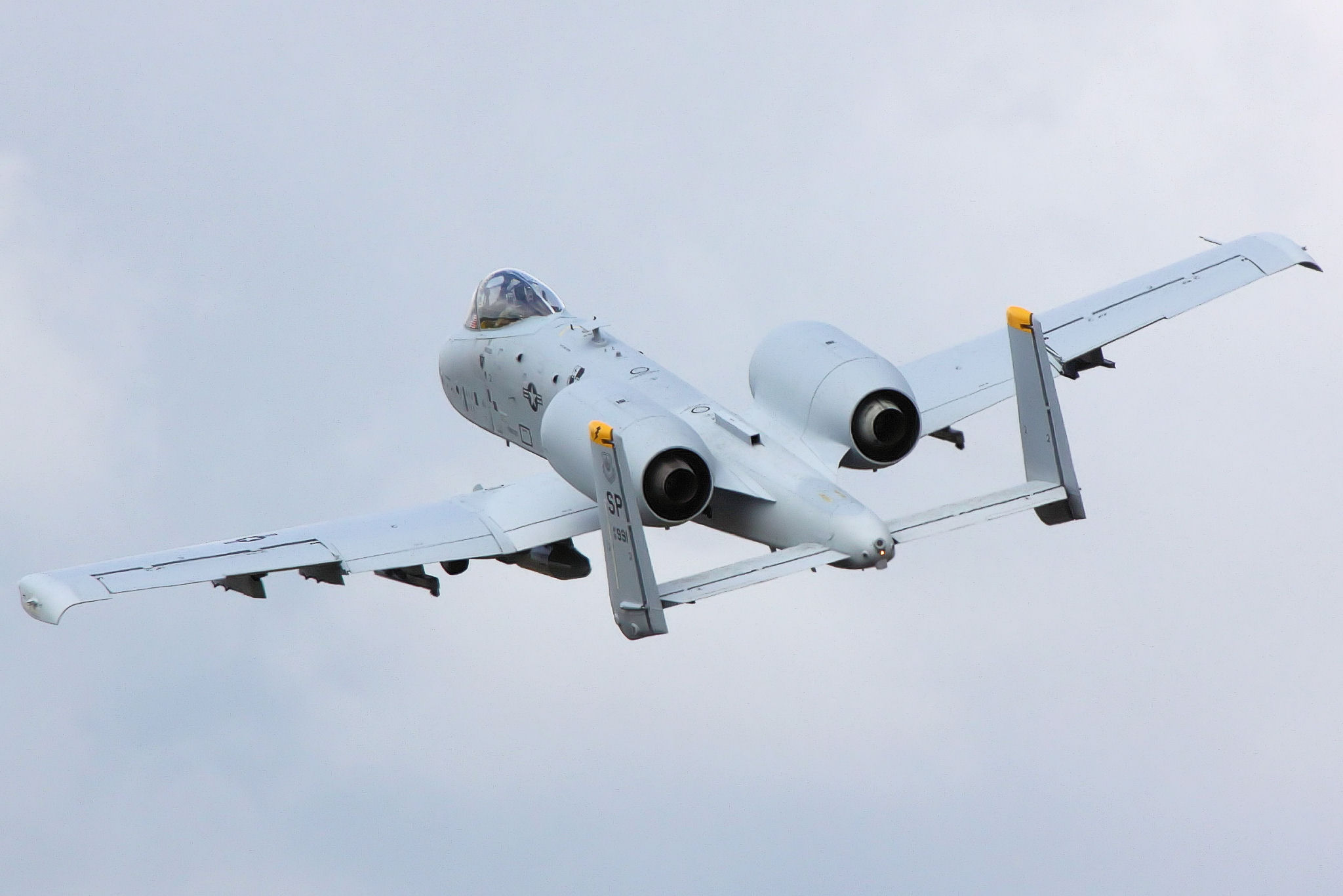
A-10 サンダーボルトII主翼後方胴体上面のツインジェット
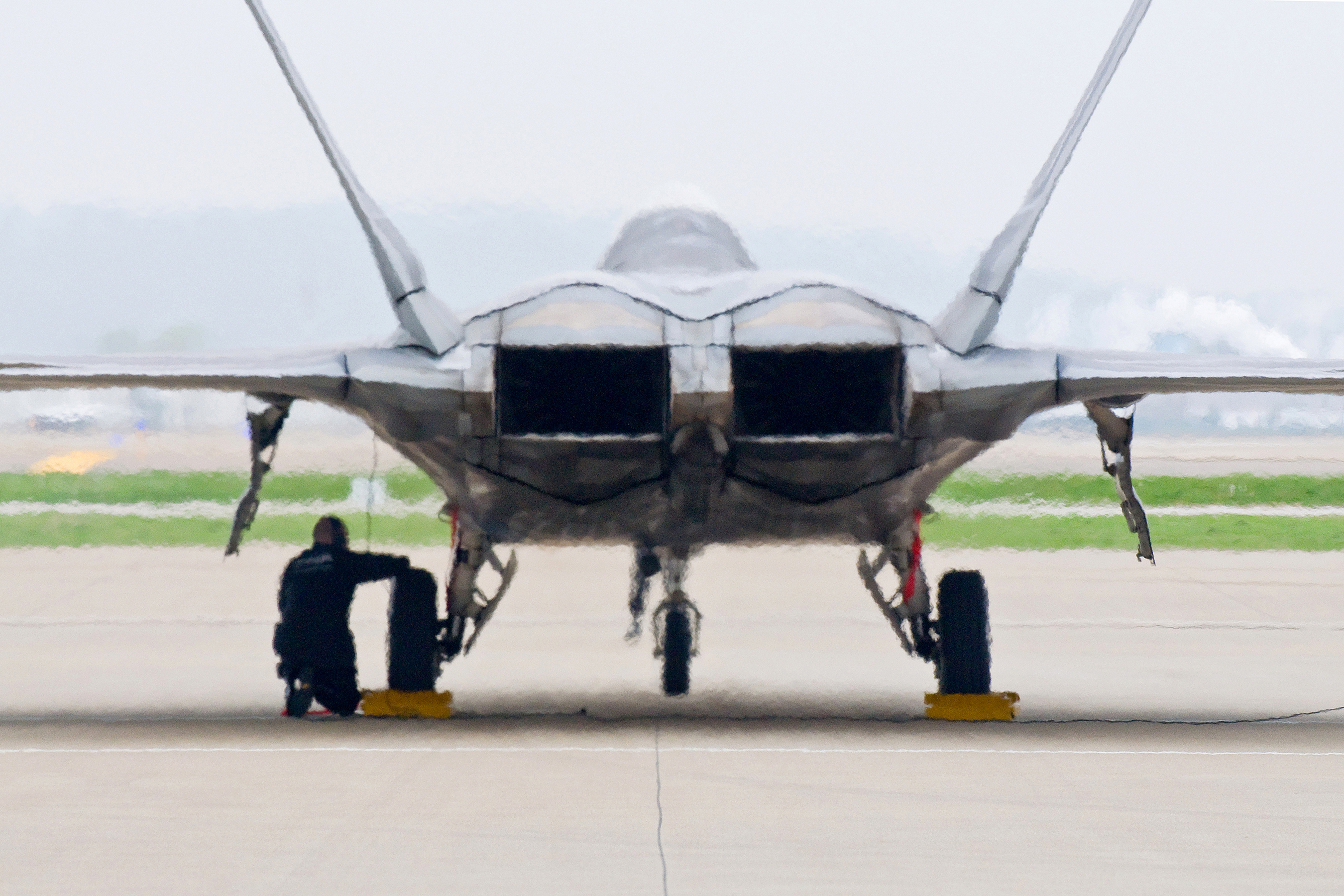
F-22 ラプターのツインジェット